# Giovanni Carove

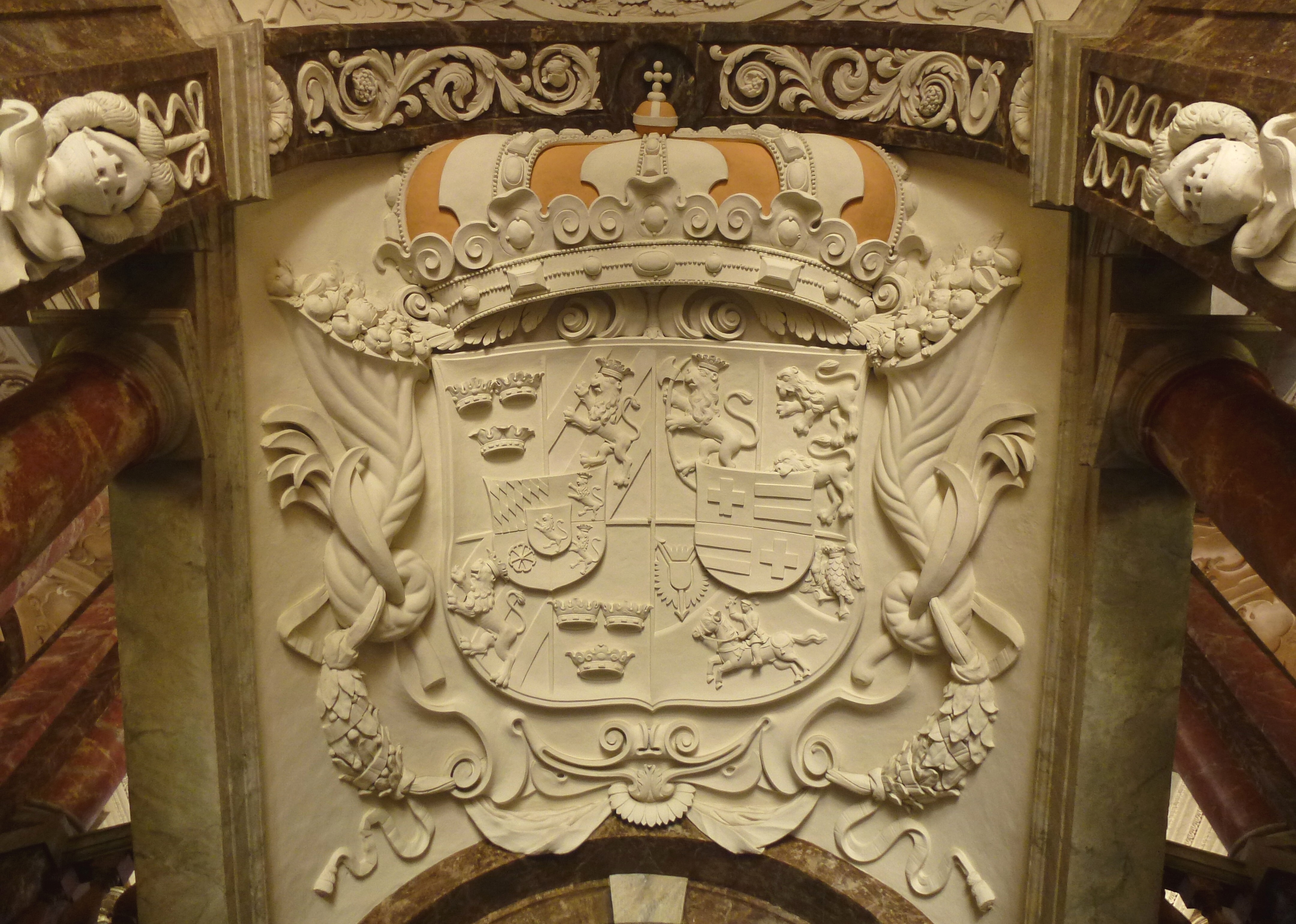
Hedvig Eleonoras vapensköld i trapphuset, Drottningholms slott utfördes av Giovanni Carove.

Giovanni Carove var en italiensk stuckatör verksam i Sverige mellan 1664 och 1674. Han var släkt med Carlo Carove, troligen var de bröder. Han utförde stuckarbeten på Drottningholms slott.
Från Italien hämtades 1664 stuckatören Giovanni Carove, han utförde bland annat fasadutsmyckningar på Drottningholms slott samt Hedvig Eleonoras vapensköld i entrén för trapphuset, Drottningholms slott. År 1674 återvände han till Italien. Därefter blev Carlo Carove den ledande mästaren vid slottet inom sitt gebit.